# Румбах

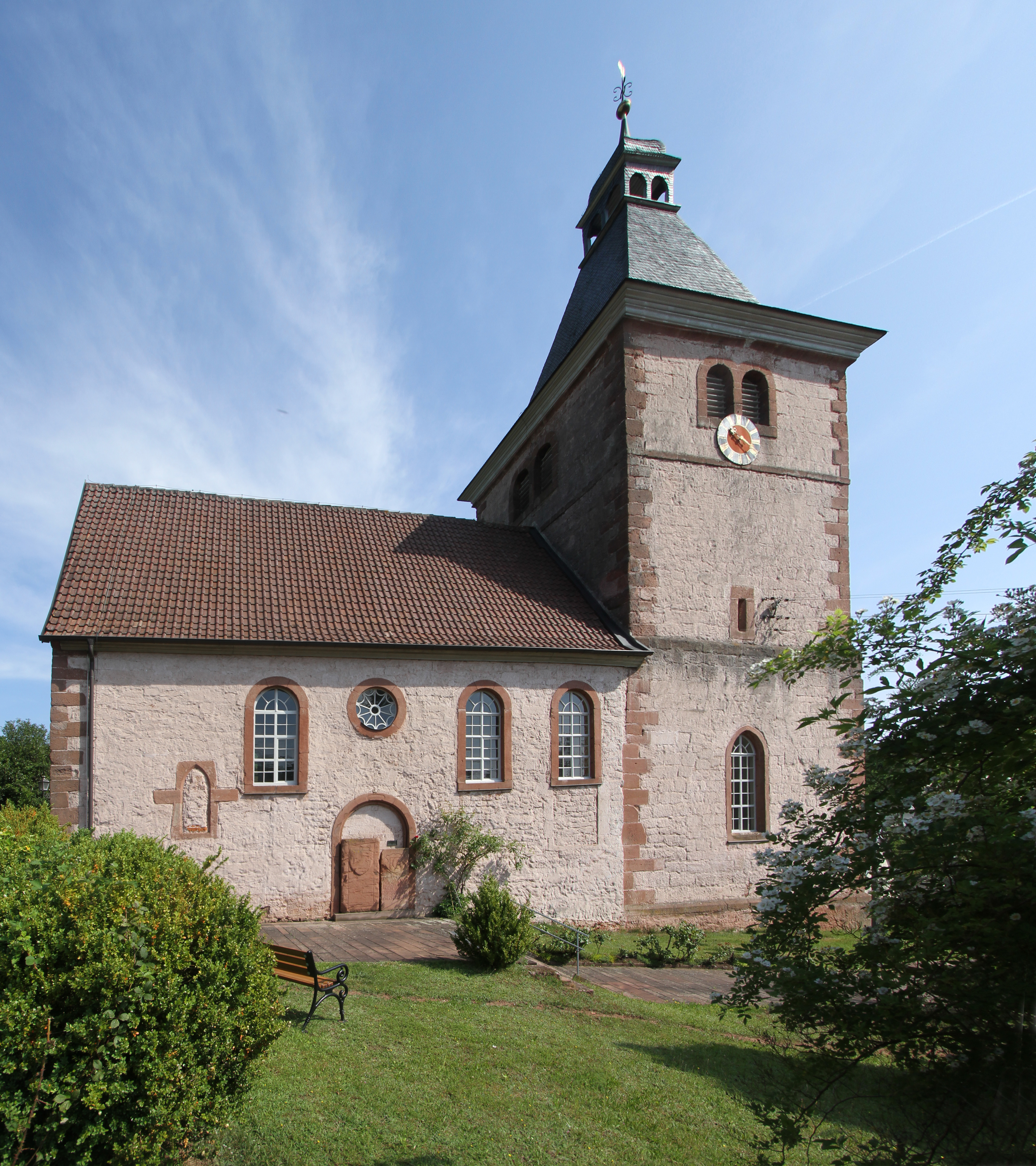

Румбах (нем. Rumbach) — коммуна в Германии, в земле Рейнланд-Пфальц.
Входит в состав района Юго-западный Пфальц. Подчиняется управлению Данер Фельзенланд. Население составляет 468 человек (на 31 декабря 2010 года). Занимает площадь 14,79 км².